# Joel Lane
Joel Lane (1963 – 26 de noviembre de 2013) fue un novelista británico, autor de relatos, poeta, crítico y editor de antologías. Recibió el Premio World Fantasy en 2013 y el premio British Fantasy en dos ocasiones.

## Vida
Natural de Exeter, Lane era el sobrino del saxofonista Ronnie Scott. En el momento de su muerte, vivía en del sur Birmingham, donde trabajaba en el sector de la publicación para la industria sanitaria. Solía emplear los lugares en los que vivía como escenario de su ficción.

## Obra
La mayor parte de los relatos de Lane pueden ser incluidos en los géneros de terror o fantasía oscura. Él mismo citaba a Robert Aickman, Ramsey Campbell y M. John Harrison como sus influencias. Solía publicar sus relatos en editoriales independientes o revistas, aunque también formó parte de las antologías The Year's Best Horror Stories (Los mejores relatos de terror del año), de Karl Edward Wagner, y Best New Horror (Lo mejor del nuevo terror), de Stephen Jones. Gran parte de la obra de Lane tiene lugar en Birmingham y Black Country. Sus novelas son más convencionales que sus relatos. Así, la novela From Blue to Black (De azul a negro, 2000) presenta el retrato de un músico de rock perturbado, mientras que The Blue Mask (La máscara azul, 2003) examina las consecuencias de un ataque brutal que deja al protagonista desfigurado de por vida. 
Something Remains (Algo Queda), editado por Peter Coleborn y Pauline E. Dungate (Alchemy Press, 2016), es una colección de las historias escritas por distintos autores, pero «basadas e inspiradas en las notas que dejó Joel Lane». This Spectacular Darkness (Esta Oscuridad Espectacular), editada por Mark Valentine y John Howard (Tartarus Press, 2016), recopila sus ensayos sobre fantasía y horror, junto con interpretaciones de otros autores sobre su obra.

## Apariciones públicas
Lane pronunció un discurso para el Birmingham Science Fiction Group (Asociación de Ciencia Ficción de Birmingham) en marzo de 2002. Actuó de ponente, junto con su amigo Steve Green, en la Microcon 30, que tuvo lugar en la alma mater de Lane, la Universidad de Exeter, en marzo de 2010.

## Política
Según una necrológica, Lane era «un partidario apasionado de la igualdad y un azote incansable del fascismo", oponiéndose con vigor a la ideología defendida por Tony Blair y su Nuevo Laborismo. Se unió al Partido Socialista en 2009 y aportó artículos tanto a su periódico, The Socialist (El Socialista), como a su revista, Socialism Today (Socialismo Hoy).